# Salomon et la Reine de Saba
Pour les articles homonymes, voir La Reine de Saba.
Pour plus de détails, voir Fiche technique et Distribution.
Salomon et la Reine de Saba (titre original : Solomon and Sheba) est un film américain en Technicolor réalisé par King Vidor et sorti en 1959.

## Synopsis
Au Xe siècle av. J.-C., David, âgé de 70 ans, roi de la Terre d'Israël, doit passer le pouvoir à l’un de ses fils : le prince Adonias est un grand chef de guerre et le prince Salomon est un homme sage et pacifique. David fait un rêve où Dieu lui dit que son royaume sera plus prospère et heureux par la paix que par la guerre. Il désigne donc Salomon comme son successeur.
Salomon doit alors régner tout en résistant contre son puissant voisin le pharaon d’Égypte Siamon qui veut l’anéantir. De plus, son demi-frère aîné Adonias veut le tuer pour récupérer le trône malgré les dernières volontés de leur père David, et la très belle reine de Saba (royaume situé quelque part entre le Yémen et l’Éthiopie), complice du Pharaon d’Égypte, lui rend visite avec l’intention de le séduire afin de trouver ses points faibles et le détruire. Mais les deux puissants et séduisants souverains tombent amoureux l’un de l’autre. La reine de Saba, conquise par la sagesse de Salomon, désire finalement se convertir avec son peuple à son Dieu...

## Fiche technique
- Titre original : Solomon and Sheba

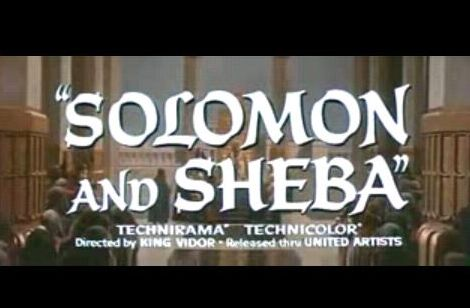
extrait du générique du film.

- Titre français : Salomon et la Reine de Saba
- Réalisation : King Vidor, assisté de Noël Howard et Bernard Vorhaus
- Scénario : Anthony Veiller, George Bruce et Paul Dudley, d'après l'histoire de Crane Wilbur inspirée du récit biblique
- Décors : Richard Day, Alfred Sweeney, Dario Simoni
- Costumes : Ralph Jester
- Maquillages : John O'Gorman, Tom Smith, Thomas Tuttle
- Coiffures : Anne Box
- Photographie : Freddie Young
- Son : David Hildyard
- Montage : Otto Ludwig
- Musique : Mario Nascimbene, Malcolm Arnold (non crédité)
- Producteurs : Ben Goetz, Ted Richmond, Edward Small
- Société de production : Theme Pictures (États-Unis)
- Sociétés de distribution : United Artists (Allemagne, États-Unis, France), Les Films Coronis (France)(France)
- Pays d'origine :  États-Unis
- Langue originale : anglais
- Format : couleur par Technicolor :
  - Version 35 mm — 2.35:1 CinemaScope — son monophonique
  - Version 70 mm — 2.20:1 Technirama — son stéréophonique 6 pistes
- Genre : Historique, biopic et romance
- Durée : 141 minutes
- Dates de sortie : 
  - Japon : 24 novembre 1959
  - France : 18 décembre 1959
  - États-Unis : 25 décembre 1959
- (fr) Classification CNC : tous publics (visa d'exploitation no 22546 délivré le 1er octobre 1959)

## Distribution

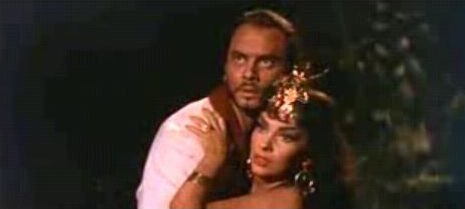
Yul Brynner et Gina Lollobrigida

- Yul Brynner (V.F. : lui-même ) : le roi Salomon
- Gina Lollobrigida (V.F. : elle-même) : la reine de Saba
- George Sanders (V.F. : Marc Valbel) : Adonias
- Marisa Pavan (V.F. : Jeanine Freson) : Abisag
- Finlay Currie (V.F.  : Jean Toulout) : le roi David
- David Farrar (V.F. : André Valmy) : le pharaon Siamon
- Harry Andrews (V.F. : Serge Nadaud) : Baltor
- Julio Peña (V.F. : Abel Jacquin) : Zadok
- John Crawford : Joab
- José Nieto : Ahab
- Alejandro Rey : Sittar
- Jack Gwillim : Josiah
- Jean Anderson (V.F. : Délia Col) : Takyan
- Laurence Naismith : Hezrai
- Claude Dantes (V.F. : Maria Tamar) : vraie mère de l’enfant
- Félix de Pomés (V.F. : Pierre Morin) : le général égyptien

## Production

### Genèse

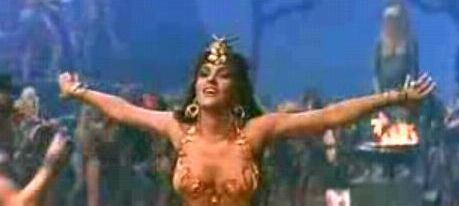
Gina Lollobrigida (la reine de Saba)

Le tournage de Salomon et la Reine de Saba a été entrepris en Espagne le 15 septembre 1958 avec Gina Lollobrigida en reine de Saba et Tyrone Power dans le rôle de Salomon et également comme coproducteur. Le 15 novembre 1958, l’acteur a une crise cardiaque au cours du tournage de la scène du duel final avec George Sanders et, transporté d’urgence à un hôpital de Madrid, est déclaré mort à son arrivée. Deux jours après, le magazine Variety annonce que Yul Brynner aurait été choisi pour reprendre le rôle de Salomon. Le 20 novembre, le Los Angeles Mirror-News confirme que Yul Brynner est effectivement retenu et que toutes les scènes où Tyrone Power apparaissait seraient à nouveau tournées avec lui. Le LA Mirror-News indique également que Ted Richmond, coproducteur du film avec son ami Tyrone Power, profondément affecté par le décès de celui-ci, pourrait se retirer de la production. Le 21 novembre, The Hollywood Reporter écrit que le producteur Ben Goetz devrait se rendre à Madrid pour prendre le contrôle de la production sans que cela change les statuts de Ted Richmond et de King Vidor. Bien que tous les articles précédents aient indiqué que toutes les scènes seraient refaites avec Yul Brynner, la production espère que les nombreuses scènes déjà tournées avec Tyrone Power n’apparaissant pas en gros plan pourraient être utilisées. Mais le 24 juin 1959, le magazine Variety rapporte que cela n’a pas été possible, malgré la bonne volonté de King Vidor, à cause d’importantes différences morphologiques entre les deux acteurs.

### Casting
- Yul Brynner et Gina Lollobrigida, tous deux maîtrisant le français, assurent le doublage en cette langue. Dans les années 1950 et 1960, il était de bon ton de faire croire que certains acteurs étrangers se doublaient eux-mêmes, par exemple Jane Fonda dans Cat Ballou[réf. nécessaire].
- Marisa Pavan, qui incarne Abisag, est la sœur jumelle de la célèbre actrice Pier Angeli.

### Tournage
- Période de prises de vue : 15 septembre 1958 à fin février 1959[2],[1].
- Extérieurs en Espagne : monastère de l'Escurial, Madrid, Palais de Manzanares el Real (en), San Martín de la Vega, Valdespartera à Saragosse[2],[1].